# Gregor Deschwanden
Gregor Deschwanden (Lucerna, 27 de febrero de 1991) es un deportista suizo que compite en salto en esquí.
En los Juegos Europeos de Cracovia 2023 consiguió una medalla de bronce en la prueba de trampolín normal individual. Participó en tres Juegos Olímpicos de Invierno, entre los años 2014 y 2022, ocupando el octavo lugar en Pekín 2022, en la prueba de trampolín grande por equipo.

## Palmarés internacional
| Juegos Europeos | Juegos Europeos    | Juegos Europeos   | Juegos Europeos    |
| Año             | Lugar              | Medalla           | Prueba             |
| --------------- | ------------------ | ----------------- | ------------------ |
| 2023            | Zakopane (Polonia) | Medalla de bronce | TN individual (EV) |